# 베냐민 헨릭스
베냐민 파 퀘시 헨릭스(독일어: Benjamin Paa Kwesi Henrichs, 1997년 2월 23일 ~ )는 독일의 축구 선수로, 현재 RB 라이프치히와 독일 축구 국가대표팀에서 풀백과 미드필더로 활약하고 있다.